# Wrap Me Up
"Wrap Me Up" é uma canção do comediante Jimmy Fallon e cantora Meghan Trainor. O single foi produzido por Gian Stone e a composição escrita por Fallon, Trainor e o compositor Sean Douglas. A Republic Records o lançou em 17 de novembro de 2023.

## Antecedentes
Jimmy Fallon tem tocado frequentemente canções de Natal no The Tonight Show. Ele também lançou oficialmente a canção natalina "It Was a... (Masked Christmas)", com participação de Ariana Grande e Megan Thee Stallion em 2021, e "Almost Too Early for Christmas" com Dolly Parton no ano seguinte. Meghan Trainor lançou o álbum A Very Trainor Christmas em 2020. Ela começou a trabalhar com o compositor Sean Douglas e o produtor Gian Stone em seu quinto álbum de estúdio, Takin' It Back (2022).
Fallon, Trainor, Douglas e Stone escreveram a canção "Wrap Me Up" através do FaceTime, durante a qual Trainor descreveu estar "tão nervosa que [seu] coração estava na bunda". A ideia de Fallon era escrever uma canção sobre embrulhos de presentes com participação de Trainor, alguém com quem "sempre quis fazer alguma coisa". Ela concordou com a colaboração e mudou seu título, renomeando-a de "Wrap It Up" para "Wrap Me Up" porque "soa como preservativo". Para divulgação, o comediante divulgou um trecho em seu programa e a descreveu como "pop" e "banger": "Essa música come. Essa música dá um tapa".

## Composição
"Wrap Me Up" tem dois minutos e 28 segundos de duração. Stone produziu a canção; Stone e Trainor cuidaram da produção e também atuaram como engenheiros de som ao lado de John Arbuckle e Mike Wozniak. Ben Rice tocou guitarra. Stone, Fallon, Trainor e seu irmão Justin forneceram os vocais de fundo. Serban Ghenea mixou a música, com a ajuda de Bryce Bordone, e Randy Merrill fez a masterização.
Lars Brandle da Billboard descreveu "Wrap Me Up" como "doo-wop". Na letra, Fallon pergunta a Trainor que presente ela está dando a ele de Natal: "É época de Natal, minha querida / E dissemos que não há presentes este ano / Eu tenho uma pergunta, se você me deixar / O que você me comprou?" Trainor responde que o presente é ela, dizendo: "querido, você está olhando para ele."

## Recepção
Rebekah Gonzalez do iHeartRadio afirmou que "como qualquer coisa relacionada a Trainor, [a faixa] é super cativante". Sydni Ellis da SheKnows descreveu "Wrap Me Up" como "um banger" e Jackie Manno da NBC escreveram que "faz jus às expectativas de 'banger de Natal'". Escrevendo para American Songwriter, Matthew Wilson declarou a melodia como "sedutora e, acima de tudo, cativante" e descreveu o refrão como "deliciosamente divertido".

## Apresentações
Fallon e Trainor cantaram "Wrap Me Up" ao vivo pela primeira vez no Jimmy Kimmel Live! em 27 de novembro de 2023. Trainor vestiu-se como uma árvore de Natal vermelha e Fallon vestiu um smoking, acompanhado por quatro dançarinos e vocalistas de apoio. Em seguida, o comediante saiu para rua e distribuiu presentes aos transeuntes, uma postagem sua nas redes sociais afirmava: "Eu estava tão animado com o lançamento dessa canção que queria espalhar a alegria do feriado e surpreender as pessoas nas ruas de Nova York com alguns presentes. Espero que todos vocês amem essa canção tanto quanto eu."

## Créditos
Os créditos são adaptados de Qobuz.
- Gian Stone – produtor, compositor, engenheiro de som, vocais de apoio
- Jimmy Fallon – compositor, vocais de fundo
- Meghan Trainor – compositora, produtora vocal, engenheira de som
- Sean Douglas – compositor
- Ben Rice – guitarra
- Justin Trainor – vocais de fundo
- John Arbuckle – engenheiro de som
- Mike Wozniak – engenheiro de som
- Randy Merrill – masterização
- Serban Ghenea – mixagem
- Bryce Bordone – assistência na mixagem

## Paradas musicais
| Parada (2023–2024)                              | Melhor posição |
| ----------------------------------------------- | -------------- |
| Canadá (Canadian Hot 100)                       | 92             |
| Estados Unidos (Bubbling Under Hot 100 Singles) | 4              |
| Estados Unidos (Billboard Adult Contemporary)   | 2              |
| Estados Unidos (Billboard Adult Top 40)         | 33             |
| EUA Holiday 100 (Billboard)                     | 100            |
| EUA Holiday Digital Song Sales (Billboard)      | 2              |
| Estados Unidos (Billboard Mainstream Top 40)    | 38             |

## Histórico de lançamento
| Região | Data                   | Formato(s)                 | Gravadora | Ref.  |
| ------ | ---------------------- | -------------------------- | --------- | ----- |
| Vários | 17 de novembro de 2023 | Download digital streaming | Republic  | [ 7 ] |